# Solfara Guarnì
La solfara Guarnì o miniera Guarnìa  è stata una miniera di zolfo sita in provincia di Agrigento nei pressi del comune di Raffadali.
Aperta tra il 1860 e il 1870 è oggi inattiva.